# Siegesdenkmal (Bangkok)

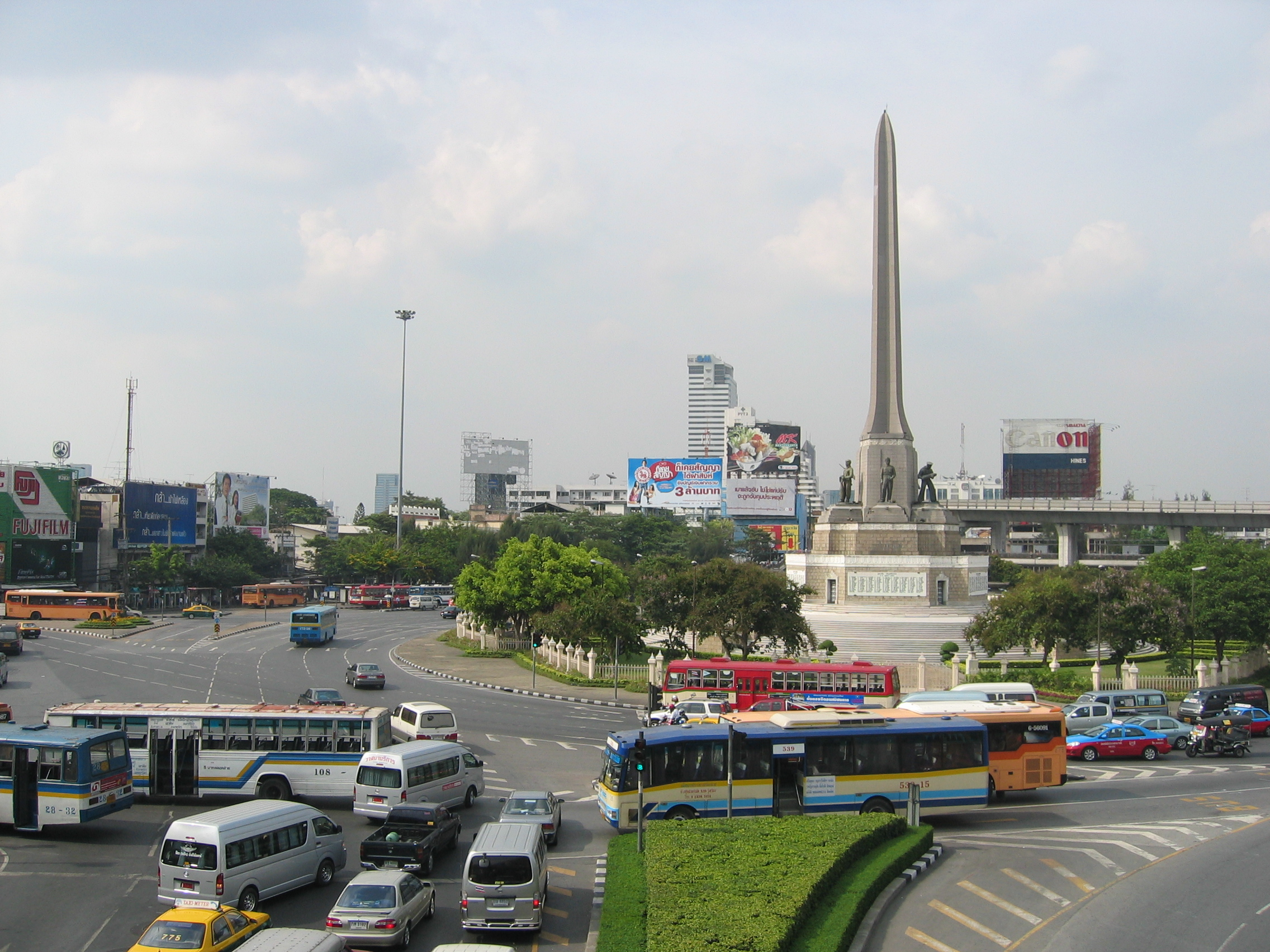
Das Siegesdenkmal und der Kreisverkehr

Das Siegesdenkmal (thailändisch อนุสาวรีย์ชัยสมรภูมิ, RTGS Anusawari Chai Samonraphum, Aussprache: [ʔàʔnúʔsǎːwáʔriː t͡ɕʰaj sàʔmɔ̌ːnráʔpʰuːm] oder [sàʔmɔ̌ːráʔpʰuːm], wörtlich „Denkmal des Sieges auf dem Schlachtfeld“, kurz: อนุสาวรีย์ชัยฯ, Anusawari Chai; englisch Victory Monument) ist eine größere Anlage im Nordosten des Zentrums von Bangkok, Bezirk Ratchathewi, innerhalb des Kreisverkehrs mit den Zufahrtsstraßen Thanon Phahonyothin, Thanon Phayathai und Thanon Ratchawithi. Es bildet eines der bekanntesten Wahrzeichen der thailändischen Hauptstadt.

## Bedeutung

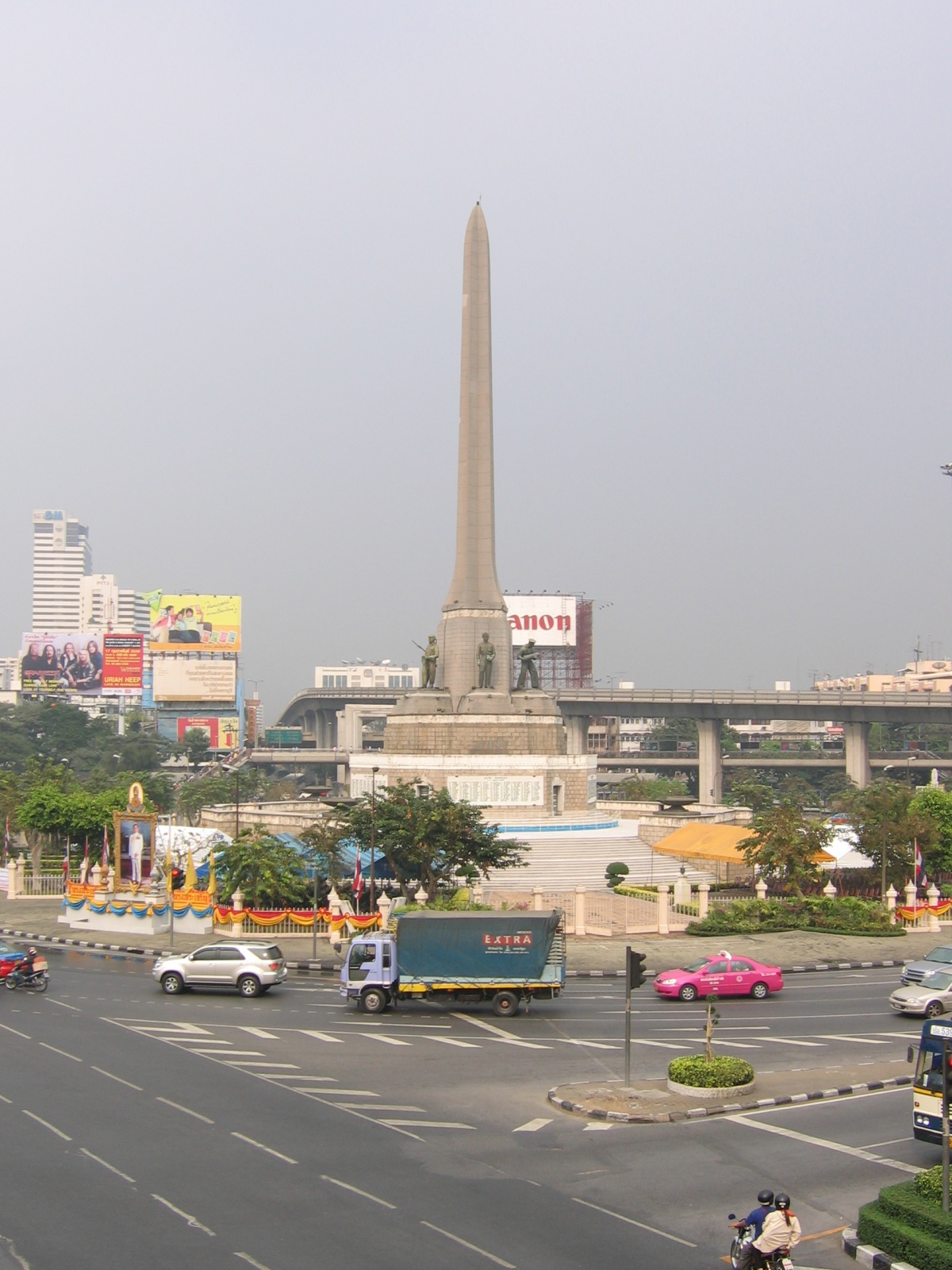
Siegesdenkmal

Das Monument erinnert an die zeitweilige Wiedereingliederung von ehemals siamesisch beherrschten Gebieten im westlichen Kambodscha und im nördlichen und südlichen Laos infolge des Französisch-Thailändischen Kriegs 1940/41. Tatsächlich waren die Gefechte im Dezember 1940 und Januar 1941 kurz und ohne Entscheidung. 59 Thailänder verloren dabei ihr Leben. Die endgültige Entscheidung über den Verbleib der Territorien erfolgte durch Japan, das keinen Krieg zwischen zwei militärisch Verbündeten in Südostasien wünschte. Thailand erhielt dabei weniger Gebiete als es erwartete und Frankreich musste mehr abgeben, als es zugestehen wollte. Dennoch entschloss sich das thailändische Regime unter Feldmarschall Plaek Phibulsongkram, einen großen Sieg zu feiern. So wurde das Siegesdenkmal in Auftrag gegeben, entworfen und innerhalb eines Jahres errichtet.

## Baugeschichte und Anlage

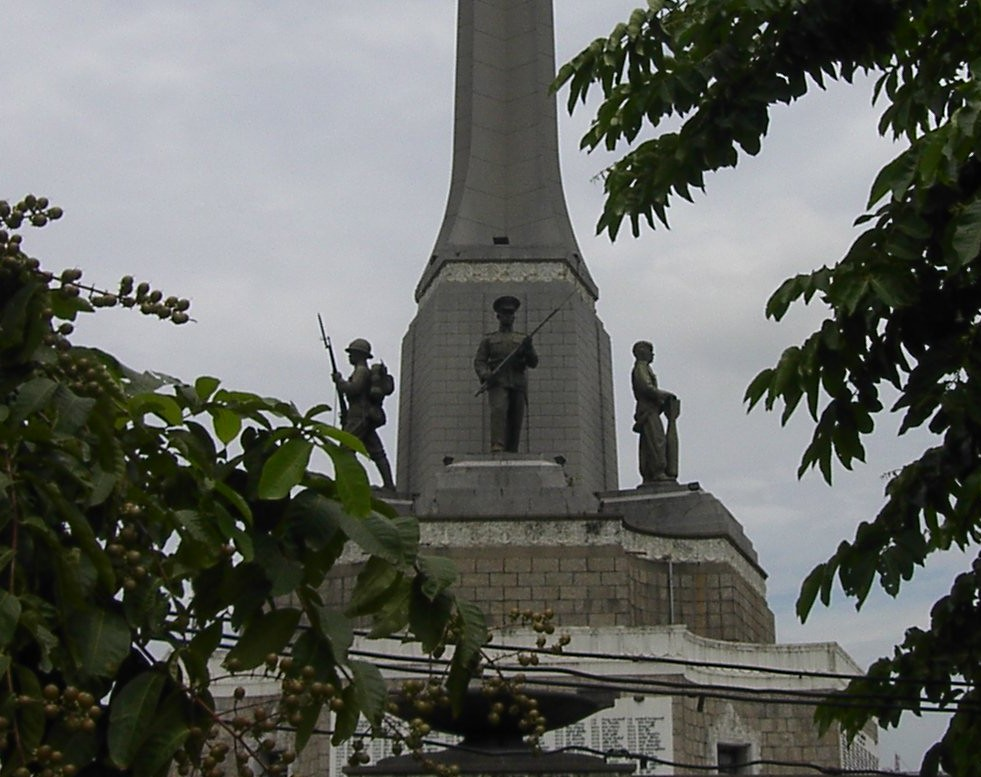
Detail

Das Denkmal wurde 1941 errichtet. Der Entwurf, der in der Hauptsache von dem Architekten M.L. Pum Malakul stammt, ist durchgehend in europäischem Stil gehalten und steht damit in deutlichem Kontrast mit dem nahe gelegenen Demokratiedenkmal, das auch einheimische Stilelemente zeigt. Dadurch, dass es inmitten eines großen Kreisverkehrs steht, in dem sich zwei Hauptverkehrsadern schneiden, sollen nach Vorstellung des damaligen Herrschers Bewohner und Besucher der Hauptstadt bewusst gezwungen sein, um das Denkmal herumzufahren – vergleichbar mit dem Triumphbogen auf dem Place de l’Etoile in Paris, dem Piccadilly Circus in London und der Siegessäule in Berlin. Wie erhofft wurde der Platz mit dem Siegesdenkmal tatsächlich ein wichtiger Knotenpunkt des städtischen Lebens von Bangkok.
Der zentrale Obelisk – ein seit dem alten Ägypten häufig verwendetes Symbol – ist in der Form von fünf einander umschlingenden Bajonetten ausgeführt. Auf einem fünfeckigen Sockel stehen fünf Statuen, die die Teilstreitkräfte symbolisieren: ein Soldat des Heeres, ein Matrose, ein Flieger, ein Polizist und ein ziviler Freiwilliger. Sie tragen die heroischen Züge des zeitgenössischen faschistischen und kommunistischen Kunstverständnisses und wurden vom italienischen Bildhauer Corrado Feroci (unter dem thailändischen Namen Silpa Birasi) entworfen. Der Künstler war allerdings mit der Anordnung seiner Statuen vor dem Obelisken nicht einverstanden und nannte die Anlage später „victory of embarrassment“ (Sieg der Peinlichkeit).
Das Denkmal wurde 1945 in einem eher politischen Sinn zur Peinlichkeit, als der Sieg der Alliierten über Japan Thailand dazu zwang, die „eroberten“ Gebiete wieder an Frankreich herauszugeben. Viele Thai betrachten das Monument als ungeeignetes Symbol des Militarismus und als ein Relikt aus der Zeit eines heute diskreditierten Regimes.

## Verkehr

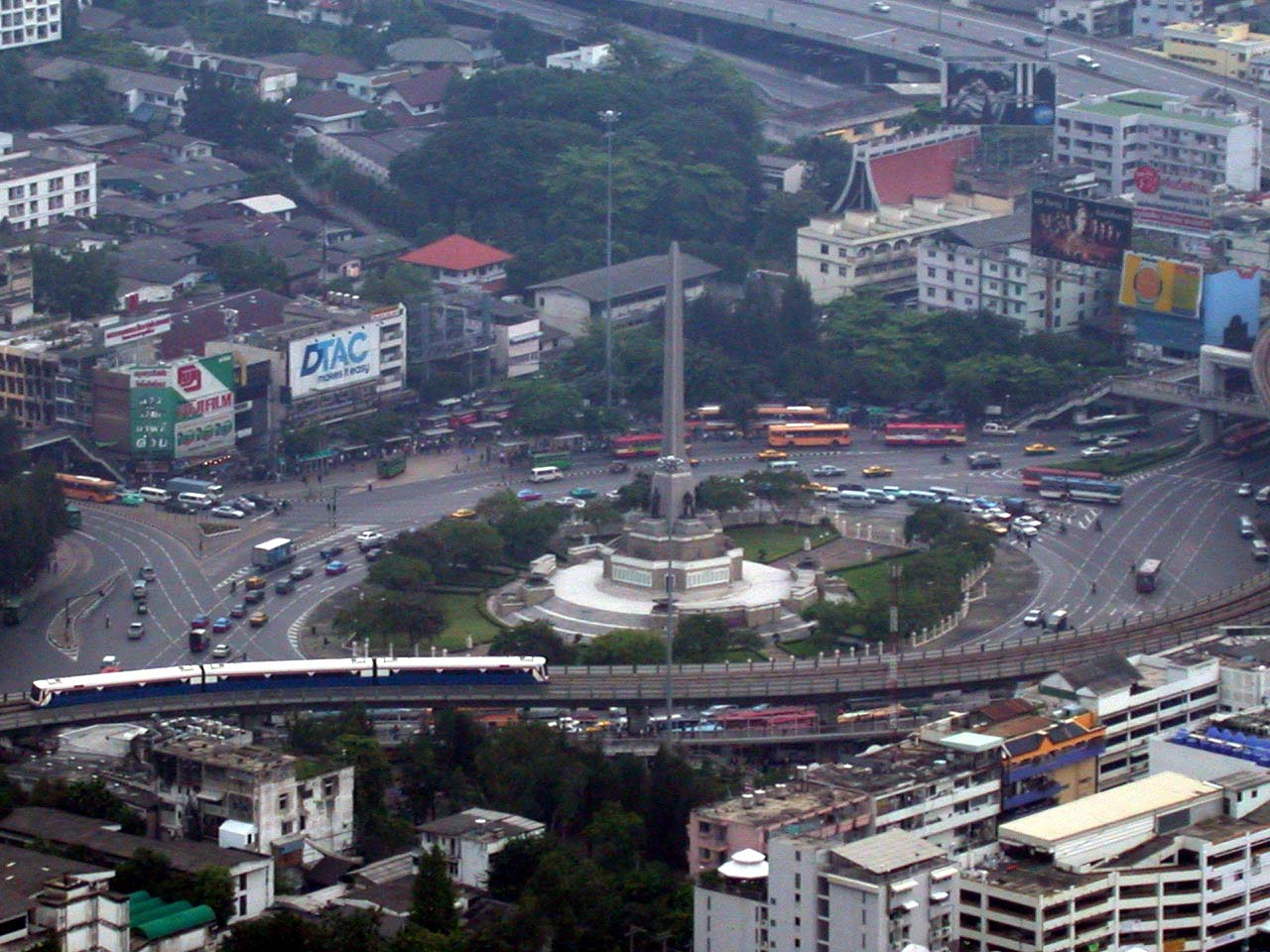
Denkmal, Kreisverkehr und Skytrain-Station aus der Vogelperspektive.

Der Platz, auf dem das Monument steht, gehört zu den belebtesten Kreuzungen oder Kreisverkehre der Hauptstadt. Hier befindet sich die Skytrain-Station gleichen Namens südlich des Denkmals. Auch der Sirat-Expressway hat eine Ausfahrt zum Siegesdenkmal. Von den Buslinien der Hauptstadt halten hier die Linien 8, 12, 14, 18, 26, 27, 28, 29, 34, 38, 54, 63, 74, 77, 92, 96, 97, 108 und 112. Der Platz am Denkmal dient als zentraler Umsteigepunkt. Auch nutzen viele private Verkehrsmittel (z. B. Minibusse in verschiedene Provinzen) den Platz als Treffpunkt.
An der Kreuzung liegen das Ratchathewi-Krankenhaus, das während der Unruhen in Bangkok 2010 ausgebrannte Kaufhaus „Center One“ und im ehemaligen Robinson-Kaufhaus die „Fashion Mall“.